# Alexander Scourby
Alexander Scourby, född 13 november 1913, död 22 februari 1985, var en amerikansk skådespelare. Han blev den första person som läste in en komplett inspelning av Bibeln . Han läste även in över 500 andra böcker.

## Filmografi (filmer som haft svensk premiär)[2]
- 1952 - Trinidad - Max Fabian
- 1953 - Polishämnaren - Mike Lagana
- 1953 - Hjältebrigaden - löjtnant Nikias
- 1956 - Jätten - gamle Polo
- 1958 - Jag och översten - major von Bergen
- 1960 - Kontraspion i Moskva - Vadja Kubelov
- 1960 - 7 tjuvar - Raymond Le May
- 1961 - Djävulen kommer kl 4 - guvernören
- 1970 - John Shay avrättaren - professor Parker